# Ruslan Sharipov
Ruslan Sharipov (en cyrillique : Руслан Шарипов, Rouslan Charipov) est un journaliste ouzbek et un défenseur des droits de l'homme né en 1978.
Il a été président du Syndicat des journalistes d’Ouzbékistan et correspondant de l’agence de presse russe Prima.
À 25 ans, il reçoit la plume d'or de la liberté par l'association mondiale des journaux en 2004 pour saluer son action pour la liberté d'expression. Sharipov est aussi un militant de la cause homosexuelle.
Peu après, il est forcé de quitter l'Ouzbékistan et trouve asile aux États-Unis.